# Marie-Claire Alainová

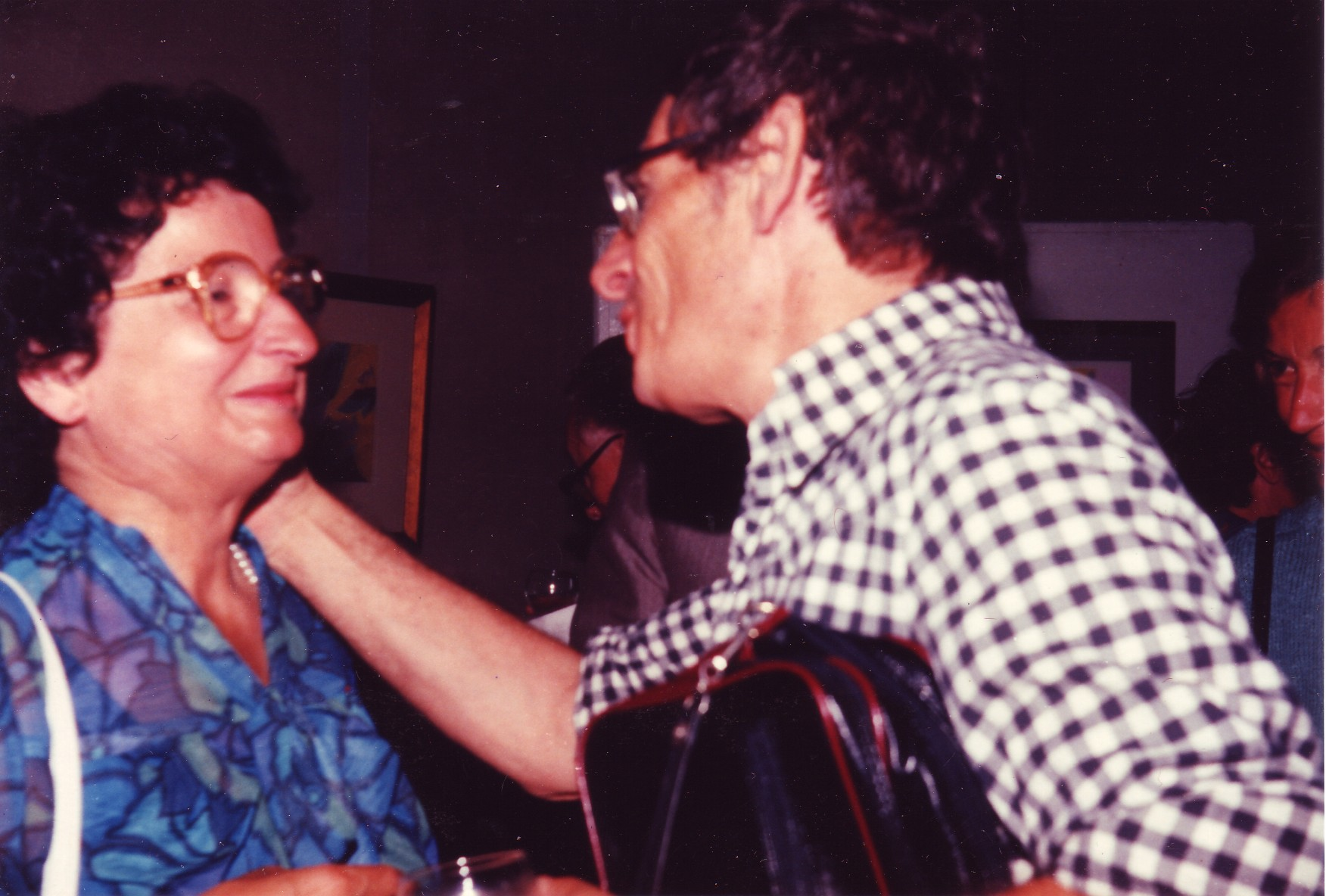
Marie-Claire Alainová v roce 1982

Marie-Claire Alainová, v nepřechýlené formě Alain, (10. srpna 1926 – 26. února 2013) byla významná francouzská varhanice. V roce 2012 se stala nositelkou Řádu čestné legie.
Její otec Albert Alain (1880–1971) byl varhaník a skladatel, stejně jako její bratři, Jehan (1911–1940) a Olivier (1918–1994). Studovala na Pařížské konzervatoři ve třídě Marcela Duprého, také studovala harmonii u Maurice Duruflé. 
V roce 1950 získala druhou cenu na mezinárodní varhanní soutěži v Ženevě. Vyučovala na konzervatoři v Rueil-Malmaison a Paříži. Nahrála více než 260 nahrávek, z toho kompletní dílo J.S. Bacha třikrát. Věnovala se interpretaci varhanních děl svého bratra Jehana Alaina, který zemřel v roce 1940, ještě před začátkem studia Marie-Claire Alainové na konzervatoři.
Po smrti svého otce, v roce 1971, nastoupila na jeho místo jako varhanice v Saint-Germain-en-Laye, kde hrála 40 let.

## Čeští žáci
- Josef Rafaja – pedagog Konzervatoř Pardubice
- Tomáš Thon – pedagog Konzervatoře Evangelické akademie v Olomouci